# Acanthodactylus savignyi
Espèce
Synonymes
- Lacerta savignyi Audouin, 1827
- Acanthodactylus vaillanti Lataste, 1885
- Acanthodactylus savignyi var. oranensis Doumergue, 1901

Statut de conservation UICN

 NT  : Quasi menacé
Acanthodactylus savignyi est une espèce de sauriens de la famille des Lacertidae.

## Répartition
Cette espèce est endémique des régions côtières de l'Algérie.

## Description
C'est un lézard terrestre, qui vit dans des zones méditerranéennes tempérées, dans des végétations de type arbustive et les rives sablonneuses.

## Étymologie
Cette espèce est nommée en l'honneur du zoologiste français Marie Jules César Lelorgne de Savigny (1778-1851).

## Publication originale
- Audouin, 1827 : Explication sommaire des planches de reptiles (supplément), publiées par Jules-César Savigny, membre de l'Institut; offrant un exposé des caractères naturels des genres, avec la distinction des espèces. Description de l'Égypte, Histoire naturelle, Volume I, p. 97–140 (texte intégral).